# Sto dnej posle detstva
Sto dnej posle detstva (russisk: Сто дней после детства) er en sovjetisk spillefilm fra 1974 af Sergej Solovjov.

## Medvirkende
- Boris Tokarev som Mitja Lopukhin
- Tatjana Drubitj som Lena Jergolina
- Irina Malysjeva som Sonya Zagremukhina
- Jurij Agilin som Gleb Lunkov
- Sergej Sjakurov som Sergek Borisovitj